# 鈍頭叫姑魚
鈍頭叫姑魚（学名：Johnius amblycephalus），又稱團頭叫姑魚，俗名黑加網、杜氏须䱛，為輻鰭魚綱鱸形目石首魚科的其中一個種。

## 分布
本魚分布在印度西太平洋區，包括南非、東非、留尼旺、馬達加斯加、模里西斯、紅海、塞席爾群島、葛摩、阿曼灣、巴基斯坦、馬爾地夫、斯里蘭卡、印度、孟加拉灣、安達曼海、泰國、緬甸、柬埔寨、馬來西亞、菲律賓、印尼、韓國、日本、台灣、中國沿海、新幾內亞、澳洲等海域。

## 深度
水深3至40公尺。

## 特徵
本魚吻圓突，口裂小、下位，幾乎水平。頤部有鬚，體被圓鱗，上下頜齒細小，為絨毛狀齒帶。背鰭第二、三、四硬棘皆很長，以第二硬棘最長。尾鰭為楔形。體側上半部為黑褐色，下半部深褐色帶有銀白色亮光。口腔為粉紅色，鰓腔為淺褐色。背鰭硬棘11枚、軟條23至26枚；臀鰭硬棘2枚、軟條7枚。體長可達25公分。

## 生態
本魚多生活于近海暖水性底层以及喜栖息于水深20-40米的泥沙底质和岩礁附近海域。肉食性，以甲殼類、多毛類、小魚為食。

## 經濟利用
食用魚，肉質纖細，油炸、清蒸、糖醋皆宜。